# Traupel
Traupel is een historisch merk van motorfietsen.
Het was een Duits bedrijf van Rainer Traupel, die in 1987 begon met de bouw van een eigen 1196cc-V-twin. De machine was vooral eenvoudig gebouwd, hoewel hij wel vier kleppen per cilinder had. De lagers, drijfstangen en de krukas konden verwijderd worden zonder het blok uit te bouwen. In 1997 had Traupel plannen een kleine productie op te zetten, maar er werd niets meer van vernomen.